# Chunikhel
Chunikhel (nep. चुनिख्यः) – gaun wikas samiti w środkowej części Nepalu w strefie Bagmati w dystrykcie Katmandu. Według nepalskiego spisu powszechnego z 2001 roku liczył on 700 gospodarstw domowych i 3878 mieszkańców (1939 kobiet i 1939 mężczyzn).